# Acalolepta griseofumata
Acalolepta griseofumata es una especie de escarabajo longicornio del género Acalolepta, tribu Monochamini, subfamilia Lamiinae. Fue descrita científicamente por Gressitt en 1952.
Se distribuye por Islas Salomón. Mide aproximadamente 26-32 milímetros de longitud. El período de vuelo de esta especie ocurre en los meses de febrero, marzo, septiembre y diciembre.